# Безулик, Анна Владимировна
А́нна Владимировна Безулик (укр. Ганна Володимирівна Безулик; 13 мая 1971, Киев) — украинская телеведущая, заслуженный журналист Украины (1999).

## Биография
Родилась 13 мая 1971 года в Киеве.
В 1988 году окончила школу № 171 в Киеве.
В 1993 году окончила механико-математический факультет Киевского государственного университета им. Тараса Шевченко.
С декабря 1990 года по январь 1992 года работала ведущей программы «Гарт» в Молодёжной редакции Государственной телекомпании Украины.
С января 1992 года по июнь 1995 года работала на экспериментальном канале УТ-3. Была ведущей и журналистом. Работала в программах «Виннер» («Winner»), «Ридикюль», «Крутые новости». Готовила информационные материалы.
В июне 1995 года стала ведущей канала УТ-2.
В марте 1996 года стала комментатором ГВО «Громада» (НТКУ).
В 1997 году стала ведущей на канале «1+1».
В сентябре 1997 года стала автором и ведущей программы «Завтрак с 1+1».
В августе 1999 года стала шеф-редактором программы «Завтрак с 1+1».
Вела телевизионные политические дебаты в 2002 году.
В апреле 2002 года стала автором и ведущей политического ток-шоу «Я так думаю».
В 2006 году попала в список 100 самых влиятельных женщин Украины по рейтингу журнала «Фокус».
С 2009 года программа «Я так думаю» прекратила выход на канале «1+1», а в марте 2009 года на «5 канале» начала выходить программа «Я так думаю с Анной Безулик», которую производит «Украинская медийная группа». Передача выходила в эфир до 18 марта 2010 года. Продолжения не последовало, поскольку истёк срок контракта между «Украинской медийной группой» и «5 каналом».
С августа 2010 года Анна Безулик работала на «5 канале», где с 24 февраля 2011 года вела воскресное ток-шоу «РесПублика c Анной Безулик»
С января 2013 года по 15 февраля 2013 года Анна Безулик вела общественно-политическое ток-шоу «Справедливость» на телеканале «Интер»
С 2016 года преподаватель кафедры журналистики и новых медиа Института журналистики Киевского университета имени Бориса Гринченко.

## Награды
Заслуженный журналист Украины (1999).
В марте 2007 года награждена орденом Княгини Ольги III степени за «весомый вклад в социально-экономическое и культурное развитие Украины, активную общественную деятельность и многолетний добросовестный труд».

## Личная жизнь
Не замужем, воспитывает дочь Александру.